# Баллабио, Эрвин
Э́рвин Балла́био (итал. Erwin Ballabio; 20 октября 1918, Золотурн — 4 марта 2008, Гренхен, Solothurn-Lebern) — швейцарский футболист и футбольный тренер, играл на позиции вратаря. Участник чемпионата мира 1938 года.

## Биография

### Клубная карьера
Баллабио большую часть футбольной карьеры играл за «Гренхен», в составе которого в 1939 и 1940 годах становился серебряным призёром чемпионата. Его карьера в этом клубе продолжалась больше 20 лет, помимо этого на правах аренды он играл за «Лозанну» и «Тун».
Завершил карьеру в «Гренхене» в 1956 году в возрасте 38 лет.

### Карьера в сборной
В составе сборной Швейцарии был участником чемпионата мира 1938 года, но на турнире не сыграл ни в одном матче. Всего за сборную Швейцарии сыграл 27 матчей.

### Карьера тренера
Баллабио работал главным тренером клуба «Гренхен», с которым выиграл Кубок Швейцарии 1959 года, а также возглавлял сборную Швейцарии с 1967 по 1969 год и не смог вывести её на чемпионат мира 1970 года и был отправлен в отставку.

### Смерть
Скончался 4 марта 2008 года в Гренхене в возрасте 89 лет.